# قطهن (حديبو)

تعديل مصدري - تعديل

قطهن هي إحدى قرى مديرية حديبو التابعة لمحافظة سقطرى، بلغ تعداد سكانها 122 نسمة حسب تعداد اليمن لعام 2004.